# عبد الحليم سويدان
د. عبد الحليم سويدان مؤسس قسم البيولوجيا الحيوانية في جامعة دمشق وعضو مجمع اللغة العربية.

## نشأته
مواليد 1914م، من بلدة قارة في منطقة النبك بسوريا.

## تعليمه
حصل على بكالوريا التعليم الثانوي سنة 1935م ثم عين معلما في مدينة دير الزور سنة (1935 ـ 1936م) ليتقدم لمسابقة وزارة الاقتصاد لدراسة الطب البيطري في فرنسا، فالتحق بمدرسة ألفور للتعليم العالي بعد نجاحه بالمسابقة وهي في ضواحي باريس في العام الدراسي (1936 ـ 1937م) تخرج منه عام 1942م كطبيب بيطري. 
مدرسة ألفور: أحد المدارس الموجودة في ضواحي باريس وهي مدرسة مختصة بالتعليم العالي خارج الأطار الجامعي التقليدي
في نفس الوقت أي في عام (1941 _ 1942م) حصل على دبلوم من معهد الطب البيطري. 
لكن نظرا لاندلاع الحرب العالمية الثانية، وعدم امكانية عودة الطلاب إلى بلادهم، فقد استثمر هذه الفترة ليحصل على خمس شهادات في الدراسات العليا من جامعة باريس في علم الحيوان، وفي علم النبات، وفي الكيمياء الحيوية، وفي الفيزيولوجية العامة، وفي البيولوجية العامة.

## عمله
- في عام 1949م عين مساعدا في كلية العلوم ليصبح عميد كلية العلوم بين عامي 1957 _ 1958
- في عام 1963م عُيِّن وزيراً للزراعة.
- ترقى لعدة مناصب مهمة حتى أصبح خبيرا لليونسكو في زائير وذلك عام 1974م وبقي على هذا إلى ان تقاعد سنة 1983م.
- قام بتأليف كتابين جامعيين بعد رجوعه من زائير

1. (تطور المتعضيات الحيوانية)
2. (علم الحياة الحيوانية)

- وفي عام 1983م صدر مرسوم بتعيينه عضوا في مجمع اللغة العربية بدمشق.
- في عام 1985م عُيِّن رئيساً لقسم العلوم التطبيقية في هيئة الموسوعة العربية وبقي فيها حتى عام 2001.[1]

## وفاته
توفي يوم الإثنين 26 ربيع الأول 1427 هـ الموافق 24 أبريل 2006 م.